# Équitation aux Jeux olympiques
Vous lisez un « bon article » labellisé en 2015.
L'équitation est inscrite au programme des Jeux olympiques depuis l'édition de 1900 à Paris avec trois épreuves de sauts. Depuis 1912, ce sport a toujours été présent lors des Jeux olympiques. Cette année-là, les épreuves de dressage et de concours complet font leur apparition ; celles de voltige ne sont disputées que lors des seuls Jeux de 1920. Jusqu'aux Jeux de 1952, seuls les cavaliers militaires et masculins sont autorisés à participer aux compétitions. La mixité s'est établie progressivement entre 1952 et 1964. Depuis cette date, hommes et femmes concourent ensemble sur toutes les épreuves équestres, ce qui en fait la seule discipline totalement mixte au sein des épreuves olympiques. De la fin des années 1950 à la fin des années 1990, les Jeux sont marqués par la domination de certaines nations dans le domaine équestre comme l'Allemagne et les pays anglo-saxons. Avec le début des années 2000, l'équitation s'ouvre à la mondialisation avec la présence aux Jeux de pays jusqu'ici absents de la scène équestre mondiale.
L'équitation aux Jeux olympiques est représentée dans trois disciplines équestres disputées à titre individuel et par équipes : le saut d'obstacles, le dressage, et le concours complet. Le format des épreuves olympiques a présenté différentes formes au cours du temps et s'est adapté au fur et à mesure à l'évolution des disciplines équestres et aux nouvelles orientations du sport. Chaque discipline répond à une réglementation stricte élaborée par la Fédération équestre internationale et soumise à la validation du Comité international olympique. L'équitation étant le seul sport olympique dans lequel concourent des animaux, des règles de respect et de bon traitement de l'animal sont également édictées et particulièrement suivies, notamment pour la lutte contre le dopage qui concerne le cheval mais également le cavalier.
La participation des nations et des athlètes aux épreuves équestres est croissante dans le temps, mais le sport est néanmoins marqué par la présence régulière de certaines nations comme les États-Unis, l'Allemagne et la France alors que la présence de certains pays aux Jeux est purement anecdotique. L'Allemagne est le pays ayant comptabilisé le plus grand nombre de médailles depuis les débuts de l'équitation aux Jeux olympiques et c'est la cavalière néerlandaise Anky van Grunsven qui est l'athlète la plus titrée avec neuf médailles olympiques remportées.

## Histoire

### Jeux antiques

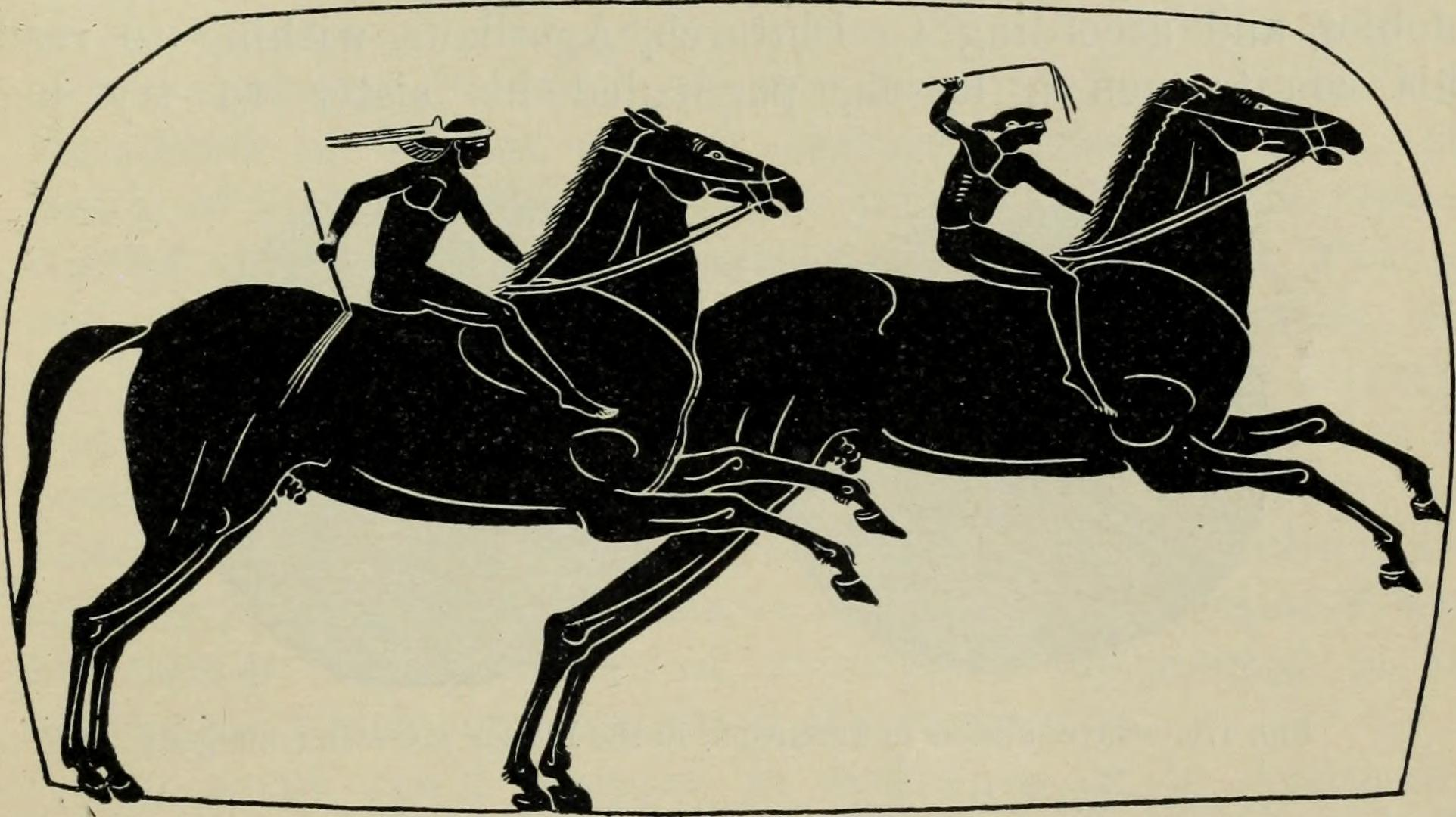
Course de chevaux à cru telle qu'elle est pratiquée aux Jeux antiques.

La présence de disciplines équestres aux Jeux olympiques remonte à l’antiquité. C’est lors de la 25e Olympiade en 680 av. J.-C. que la course de chars à quatre chevaux est introduite aux Jeux, ouvrant ensuite la voie à d’autres types de courses. Les courses de chevaux se déclinent en effet en plusieurs types d’épreuves qui sont fonction de l’âge des chevaux mais également de celui des meneurs. Les épreuves sont également variées : course de chars à quatre chevaux, à deux chevaux, course de mules attelées, courses à cru au trot et au galop.
Le tethrippon est une course à quatre chevaux spectaculaire où les quadriges doivent effectuer douze fois le tour des bornes, ce qui représente près de 14 km. L'apene est une course originale à deux mules dans lequel le bige réalise 7 km avec un cocher assis. Ce type de course ne se s'est déroulé qu'entre 500 et 444 av. J.-C.. Cette épreuve étant réputée dangereuse, peu de participants s'y risquent. Elle est alors remplacée en 408 av. J.-C. par la synoris, qui est une course de chars à deux chevaux. Dans les courses montées, le keles est destiné aux tout jeunes jockeys qui doivent réaliser le plus rapidement possible une seule fois le tour de la borne. La kalpè s'effectue au trot et est réservée aux juments. La particularité de l'épreuve se situe dans le fait que le cavalier doit descendre de sa monture peu avant l'arrivée et parcourir les derniers mètres à pieds en tenant le cheval par les rênes,.

### Jeux olympiques de 1900

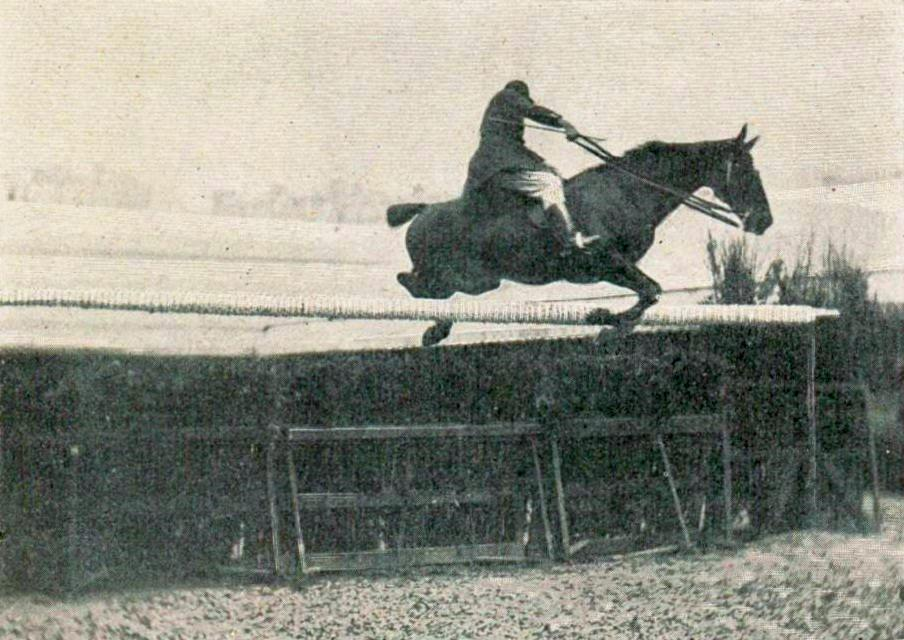
Dominique Gardères franchissant 1.85 m lors de l’épreuve de saut en hauteur.

Le cheval fait son apparition aux Jeux de 1900 avec une compétition de polo, considéré par le CIO comme séparé des autres sports équestres, et le concours hippique. Les Jeux de 1900 se déroulant dans le cadre des Concours Internationaux d'Exercices physiques et de Sports associés à l'Exposition universelle de 1900, le programme désiré par le comité préparatoire des concours hippiques est des plus ambitieux. Après des propositions de carrousels, de fantasia et de compétition d'attelage, le concours se résume finalement à cinq épreuves : une épreuve de saut d'obstacles, une épreuve de saut en largeur, une épreuve de saut en hauteur, un concours de cheval de selle et un concours d'attelage à quatre. Le programme se partage donc entre épreuves sportives et concours de modèles et allures. Ces derniers sont à l'époque très prisés et sérieusement dotés. Le concours consiste en un défilé de chevaux et de voitures soumis à la notation d'un jury. C'est l'occasion pour les propriétaires de défiler en grande tenue et de faire admirer leurs animaux, pour le plus grand plaisir des spectateurs. L’épreuve de sauts d’obstacles se déroule quant à elle sur un parcours de 850 m composé de 22 obstacles. Les difficultés rencontrées sont un double, un triple et une « banquette irlandaise » inédite en compétition. Le saut en largeur consiste à franchir une rivière sans toucher le ruban rouge déposé de l’autre côté de l’obstacle et à mesurer la longueur du saut. Le saut en hauteur, activité familière à l’époque, clôt les épreuves sportives. C’est l’unique fois dans l’histoire des Jeux où des épreuves de saut en largeur et de saut en hauteur ont lieu,.

### Jeux olympiques de 1912

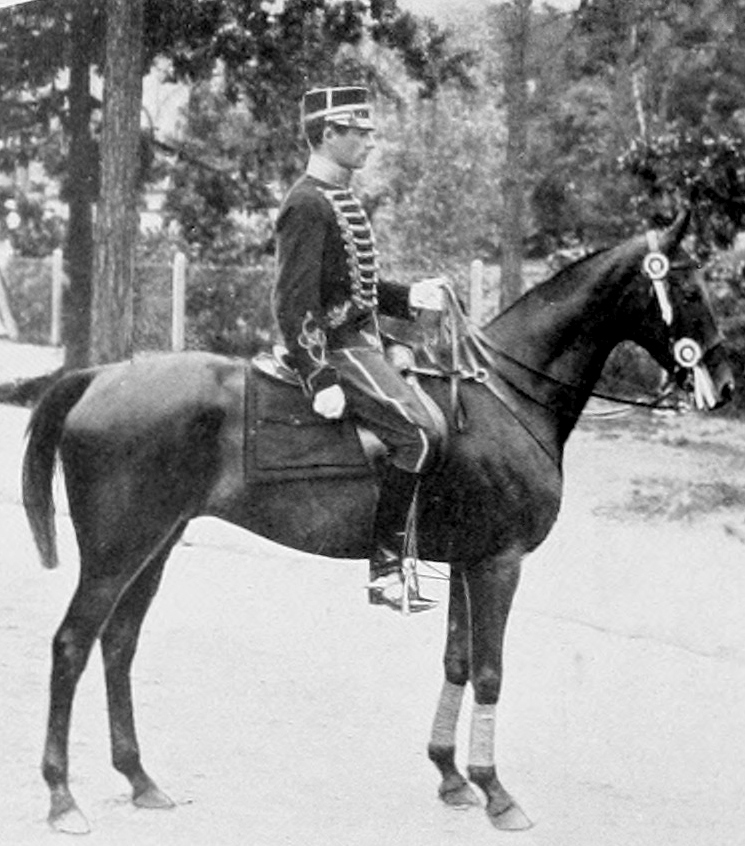
Axel Nordlander et Lady Artist, médaille d'or en concours complet d'équitation en 1912.

Après l’édition de 1900, il faut attendre les Jeux olympiques d'été de 1912 pour voir réapparaître les sports équestres aux Jeux. Cette longue absence s'explique par un hiatus du comité international olympique sur la discipline malgré les efforts du comte Clarence von Rosen. Dès 1906, lors du congrès du CIO à Athènes, il propose d'introduire aux Jeux olympiques les trois disciplines du dressage, du saut d’obstacles et du complet afin d'intéresser un public plus large et non militaire. La requête est bien accueillie et la cause semble acquise pour les Jeux olympiques d'été de 1908. Clarence von Rosen établit alors les règles et réglementations des trois disciplines et huit pays se présentent d'ores et déjà pour participer aux épreuves équestres des Jeux. Mais le comité international des sports équestres fait machine arrière à la dernière minute, repoussant la réapparition de l'équitation aux Jeux de 1912 à Stockholm. C’est donc finalement lors de cette édition que les trois disciplines deviennent épreuves olympiques ; épreuves déclinées sous un format qui subira peu de changement au cours des décennies. Les Jeux de 1912 présentent cinq épreuves équestres : le complet en individuel et par équipe, le dressage en individuel et le saut d'obstacles en individuel et par équipe,. Les cavaliers prenant part à la compétition sont encore exclusivement des officiers.

### Jeux de l’entre-deux-guerres (1920-1936)

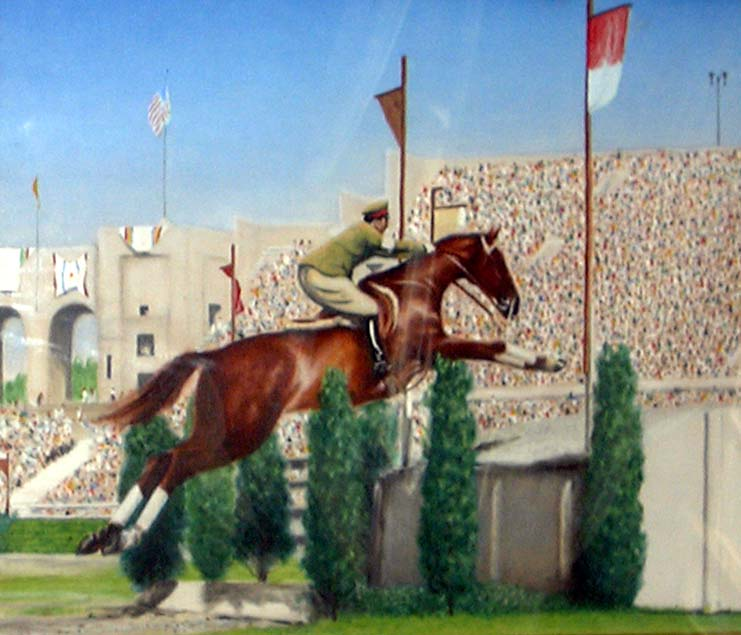
Le baron Takeichi Nishi et Uranus remportent la médaille d'or en saut d'obstacles aux Jeux de 1932.

Sur la période de l’entre-deux-guerres, soit les cinq éditions des Jeux comprises entre 1920 et 1936, les sports équestres se caractérisent par l’omniprésence des cavaliers militaires sur les différentes épreuves. L’équitation sportive est en effet une pratique militaire exclusivement masculine qui permet, dans une époque de motorisation de la cavalerie, d’offrir un nouveau débouché aux officiers et aux chevaux. La sélection des compétiteurs se fait pour chaque pays et à chaque édition sur décision du commandant de cavalerie. Ce dernier nomme également la monture affectée à chaque cavalier et s'agissant de militaires, un cavalier ne peut refuser le cheval qui lui est confié.
Cette période est également marquée par la création en 1921 de la Fédération équestre internationale (FEI) qui devient le nouvel organisme chargé des sports équestres au niveau international. Cette création est le fruit des échanges qui se sont tenus à Lausanne en mai 1921 entre dix délégations équestres nationales désireuses d'établir une fédération internationale avec des règles communes. La FEI assure à chaque olympiade la rédaction des différentes règles pour chacune des trois disciplines et les soumet au CIO qui les adapte à l’événement olympique.
L'édition de 1920 a la particularité de proposer la discipline de la voltige. Cette épreuve, exclusivement réservée aux officiers, consiste en une succession de figures à cheval comme au sol, à l'arrêt et au galop, à cru comme en selle,. Seuls trois pays participent à la compétition. Si la discipline a depuis été reconnue par la FEI et est depuis présente aux jeux équestres mondiaux, c'est la seule et unique fois qu'elle apparaît aux Jeux olympiques.
L'édition de 1936 est également notable par son fort contexte politique. Comme les autres disciplines olympiques, les sports équestres sont l'occasion pour le gouvernement nazi de mettre en avant la qualité de ses athlètes à des fins de propagande. C'est ainsi l'unique fois dans l'histoire qu'un même pays remporte les six médailles d'or en sports équestres.

### Jeux de l’après-guerre (1948-1952)
Les Jeux de l’après-guerre marquent un tournant dans l’évolution des sports équestres.
Les Jeux de 1948 sont encore très marqués par les conséquences de la Seconde Guerre mondiale. Au niveau des chevaux, cela se traduit par une baisse importante de la qualité des animaux concurrents, un très grand nombre de chevaux de selle ayant disparu dans le conflit mondial. La France et l'Allemagne sont particulièrement touchées. L'exemple des chevaux trakehners est ainsi particulièrement représentatif. Alors que la race a vu trois de ses représentants obtenir une médaille d'or aux Jeux de 1936, la plupart des chevaux trakehners a été déportée en Russie et seuls un millier de spécimens, soit moins de 5 % du nombre total, ont trouvé refuge à l'Ouest. Dans la discipline du dressage, on voit ainsi apparaître sur les rectangles des chevaux lourds et puissants, au modèle très différent de leurs prédécesseurs, mais dont le style s'impose rapidement, générant par là-même un nouveau mode de jugement.
Les Jeux de 1952 officialisent la nouvelle orientation qu’ont prise les sports équestres. Ces Jeux marquent en effet l’ouverture de la discipline aux civils mais également aux femmes. Ces deux principaux changements dans les règles d’accessibilité aux Jeux olympiques ne sont en fait que la traduction de l’évolution des sports équestres débutée dans les années 1920-1930 avec la démilitarisation de la discipline et l’augmentation progressive de la pratique par les civils, hommes comme femmes. Si l’équitation aux Jeux olympiques s’ouvre aux femmes, seule la discipline du dressage leur est accessible en 1952. Il faut attendre les Jeux de 1956 pour qu'elles puissent participer au saut d'obstacles et ceux de 1964 pour le concours complet,.

### Domination de certaines nations (1956-1996)
Cette longue période de quarante années, correspondant à onze éditions des Jeux, se caractérise par la domination de certaines nations dans le domaine des sports équestres. En saut d'obstacles, plusieurs pays médaillés lors des précédentes éditions des Jeux n'apparaissent plus du tout au tableau d'honneur. C'est ainsi le cas de la Tchécoslovaquie, du Japon, de la Pologne et du Mexique. Lors de Jeux de 1956 et de 1960, l'Italie domine nettement la discipline. Elle fait ensuite place à l'Allemagne, très régulièrement sur les podiums sur près de quarante ans, devant les États-Unis et la France. En concours complet, la Suède et les Pays-Bas cèdent la place aux pays anglo-saxons, les États-Unis tout d'abord mais également la Grande-Bretagne, l'Australie et la Nouvelle-Zélande qui se partagent successivement les premières marches du podium. En dressage, enfin, l'Allemagne tient le haut de l'affiche pendant près de quarante ans après les années de domination de la discipline par la Suède jusqu'en 1956. À partir de 1992, les Pays-Bas s'annoncent cependant comme de vrais challengers.
Les tensions politiques de la seconde moitié du XXe siècle viennent parfois altérer le jeu des classements. C'est le cas des Jeux olympiques d'été de 1980 qui se déroulent à Moscou dans un climat des plus tendus. Les Jeux de 1980 font en effet l'objet d'un important boycott mené par les États-Unis à l’encontre de l'URSS en raison de l'invasion de l'Afghanistan. Si certains comités nationaux olympiques boycottent les Jeux dans leur totalité, d'autres comités, comme le Comité national olympique et sportif français, acceptent l'invitation mais laissent le choix aux fédérations et aux sportifs de participer ou non. Ainsi la France n'est pas représentée en sports équestres aux Jeux de Moscou,. Conséquence de cet important boycott, les médailles distribuées en sports équestres cette année-là sont tout à fait inédites avec une domination naturelle de l'URSS qui remporte huit médailles et la présence exceptionnelle d'autres pays sur les podiums des trois disciplines comme la Bulgarie et la Roumanie. La Pologne et le Mexique font quant à eux leur retour aux trois meilleures places,,.

### Mondialisation des sports équestres (2000-2012)

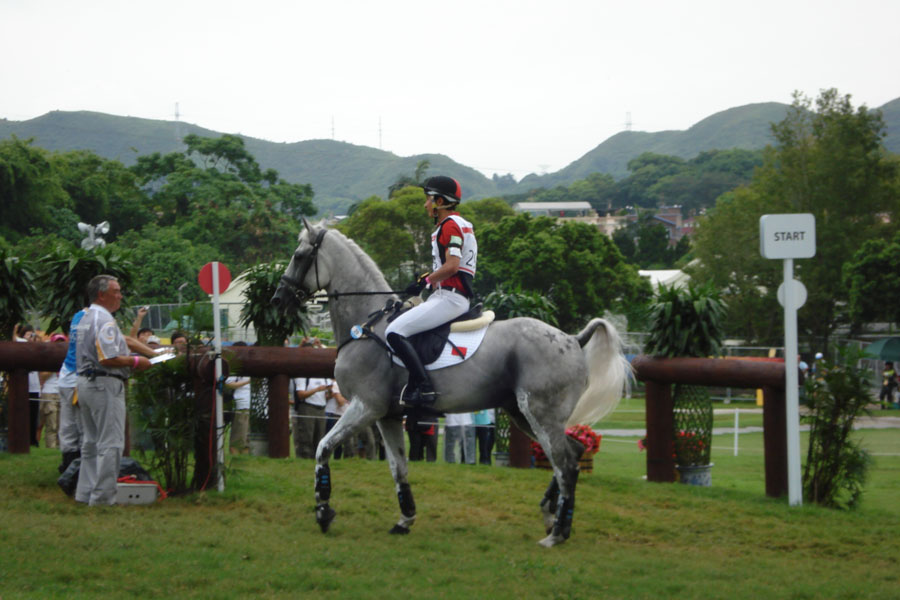
Le Chinois Alex Hua Tian en concours complet lors des Jeux de 2008.

À partir des années 2000, une nouvelle donne semble se profiler dans la participation et les classements des disciplines équestres aux Jeux olympiques.
Il s’agit premièrement de l’arrivée de nouvelles nations qui se lancent dans la pratique des disciplines équestres à un niveau olympique. C'est par exemple le cas de la Chine, qui à l'approche des Jeux de 2008 s'est donnée les moyens de participer à l'échéance avec des entraîneurs renommés, des stages appropriés et également d'un fonds d'investissement pour permettre l'achat de chevaux de haut niveau. Ces nouveaux cavaliers bousculent également progressivement les classements. Ainsi aux Jeux de 2000 à Sydney, la médaille de bronze en saut d'obstacles est remportée en individuel par un cavalier de l'Arabie saoudite, Khaled Al-Eid. Et en 2012, c'est en équipe que les Saoudiens remportent la médaille de bronze de saut d'obstacles.
Le second phénomène s’observe au niveau des classements nationaux par discipline. Il n’existe plus de classement acquis avec des nations dominant certaines disciplines. La très belle performance des cavaliers britanniques en dressage lors des Jeux olympiques de Londres crée la surprise, chamboulant ainsi l'ordre préétabli depuis plusieurs années par les cavaliers allemands et néerlandais. Le phénomène est également visible en saut d'obstacles où les pays se succédant sur les podiums changent régulièrement.

## Disciplines et épreuves
L’équitation aux Jeux olympiques est représentée dans trois disciplines équestres disputées à titre individuel et par équipes : le saut d'obstacles, le dressage, et le concours complet.
La demande de faire entrer de nouvelles disciplines équestres aux Jeux olympiques est régulièrement examinée par le Comité international olympique ; le reining et l'endurance en sont des exemples. Mais dans un contexte de réduction du nombre d'épreuves, la question du maintien des trois disciplines existantes se pose avant tout. Les sports trop coûteux et peu médiatiques sont en effet visés. En 2002, le CIO a d'ailleurs proposé de supprimer le concours complet des épreuves olympiques. La discipline est parvenue à se sauver mais les impératifs économiques peuvent revenir menacer les trois disciplines.
L'équitation est avec le pentathlon moderne le seul sport olympique où les animaux sont en compétition avec les humains, mais aussi l'un des rares sports dans lesquels les deux sexes s’affrontent. Les épreuves par équipe n'exigent pas un nombre défini de participants de chaque sexe. Les pays sont libres de présenter les cavaliers de leur choix, quel que soit leur sexe. Le format des épreuves olympiques a présenté différentes formes au cours du temps et s'est adapté au fur et à mesure à l'évolution des disciplines équestres et aux nouvelles orientations du sport.

### Saut d’obstacles

#### Description

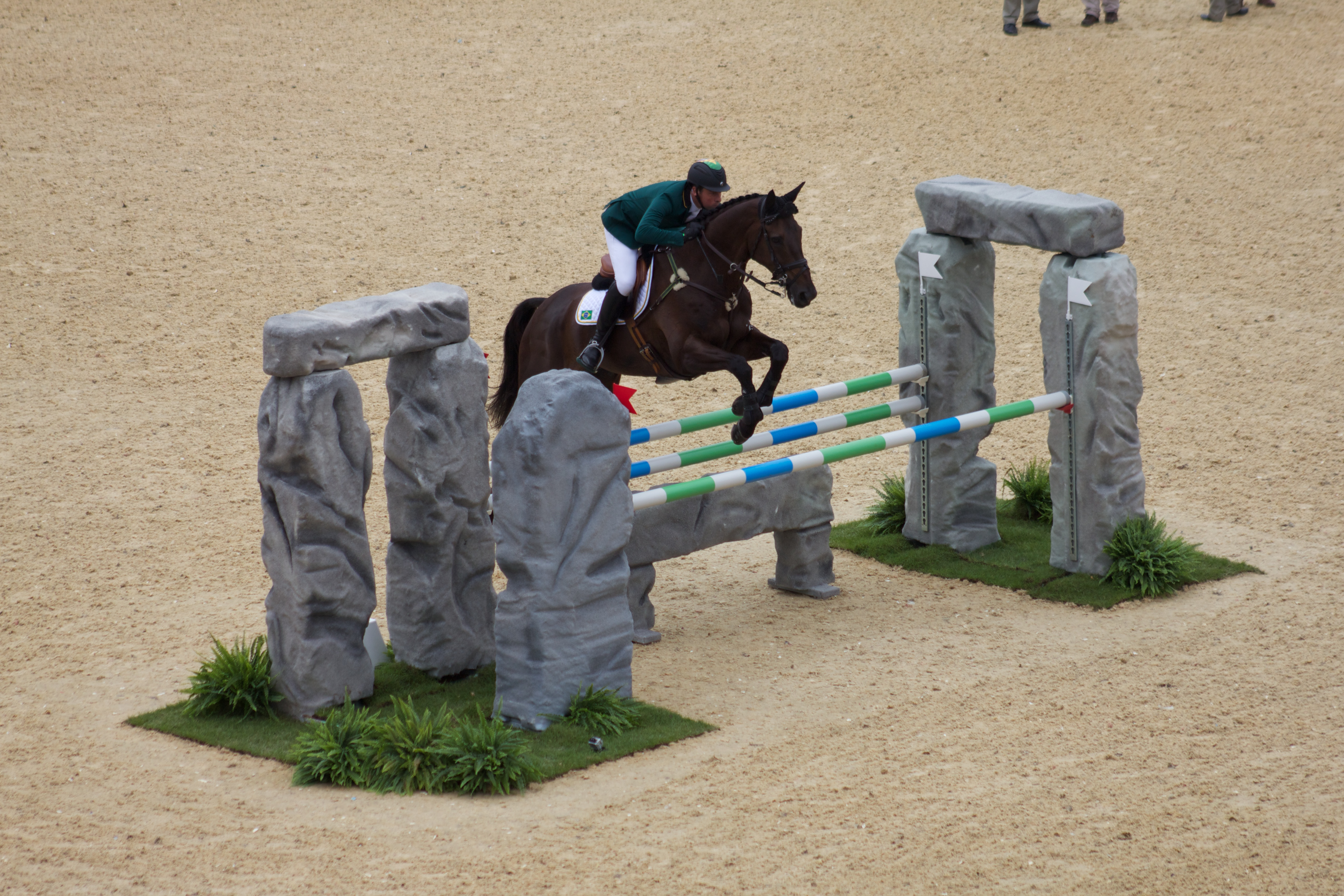
Cavalier franchissant un oxer.

Le saut d’obstacles consiste, comme son nom l’indique, au franchissement de plusieurs obstacles mobiles dans un ordre préétabli et ce le plus rapidement possible. Les barres renversées, les refus, les défenses de la monture, l'erreur de parcours et le temps maximal dépassé constituent autant de pénalités affectant le résultat du couple,.
La chute du cavalier ou du cheval est éliminatoire.
Il existe une multitude d'obstacles possibles à franchir, au design et formes différents, mais ils peuvent se regrouper en trois grandes catégories : les verticaux, les larges et les naturels. Certains obstacles peuvent également appartenir à deux catégories. Les obstacles appartenant aux verticaux sont les droits (un plan vertical de barres parallèles), les murs, les barrières et les palissades. Les obstacles appartenant aux larges sont les oxers (deux plans verticaux de barres parallèles), les barres de spa (barres disposées en escalier montant) et les rivières. Enfin les obstacles naturels sont les haies, les buttes, les trous et les rivières. Des combinaisons de différents obstacles sont également possibles et portent alors le nom de double ou de triple en fonction du nombre d'obstacles le composant. Chaque obstacle est doté d'un numéro et de deux fanions, un blanc à gauche et un rouge à droite, permettant au cavalier de se repérer sur son parcours.

#### Évolution
Lors des premières éditions des Jeux olympiques, le saut d'obstacles a une forme proche du hunter moderne. Des pénalités sont octroyées pour chaque barre tombée, en cas de refus et de chute mais également si le couple touche la barre sans la faire tomber. Les obstacles sont nombreux, certains obstacles pouvant être sautés plusieurs fois. Lors des Jeux de 1912, l'épreuve de saut d'obstacles compte ainsi près de vingt-neuf sauts à réaliser. Les parcours sont en revanche plus faciles avec des tracés simples et des obstacles n'excédant pas 1,40 m. Un poids minimum porté par le cheval est néanmoins demandé, soit 75 kg. Le premier tournant de l'évolution de l'épreuve se situe lors des Jeux de 1932 et de 1936. Le nombre d'obstacles est ramené à la vingtaine. La hauteur maximale des barres est placée à 1,60 m. La taille de la rivière passe de 4 m à 5 m. Le dépassement de temps est sanctionné. Après les Jeux de 1948, le format de l'épreuve n'évolue plus beaucoup.

#### Déroulement
La compétition se déroule sur quatre jours avec quatre parcours différents, alternant les qualifications pour le classement individuel et le classement par équipe. Le premier jour compte ainsi pour la médaille individuelle, les jours deux et trois pour les deux classements individuels et par équipe, et le quatrième jour est la finale de la compétition individuelle. Une équipe est constituée d’un maximum de trois couples. Le classement par équipe est constitué par l’addition des scores des trois meilleurs couples de chaque pays. Le classement individuel s’établit lors du quatrième jour en deux tours, le second tour n’étant accessible qu’aux vingt premières places du premier tour. Les médailles sont distribuées par l’addition des pénalités des deux épreuves avec la possibilité d’un « barrage » chronométré pour départager des ex-æquo.
Chaque tour est composé d'un parcours original mesurant entre 600 m et 700 m sur lequel est disposée une quinzaine d'obstacles à franchir dont les hauteurs varient entre 1,40 m et 1,60 m. La largeur maximale des obstacles est fixée à 2,20 m, exception faite de la rivière qui mesure 4,75 m.

### Dressage

#### Description

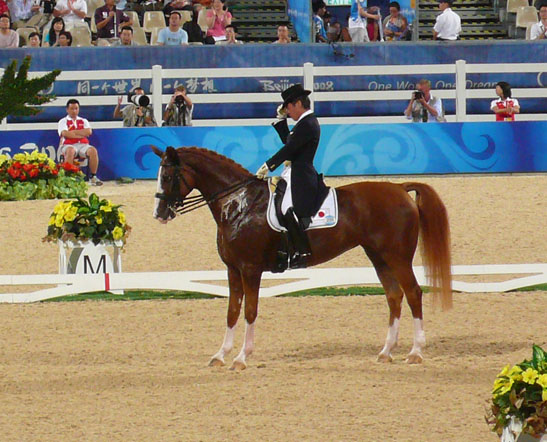
Cavalier saluant sur sa reprise de dressage.

La discipline du dressage consiste à éprouver le couple cavalier-cheval dans l’exécution enchaînée de plusieurs mouvements et ainsi mettre en évidence d’un côté la légèreté et la soumission du cheval et de l’autre la parfaite maîtrise du cavalier. L’ensemble des mouvements constitue une « reprise » qui s’exécute sur une carrière délimitée de 60 m par 20 m, nommé « carré », sur laquelle des lettres ont été disposées afin de servir de repères. Chaque reprise débute et se termine par un arrêt et un salut, ce qui délimite le temps imparti de la prestation. Les reprises sont connues à l'avance par les cavaliers qui les apprennent par cœur. Des juges sont disposés à différents endroits de la carrière et notent l'exécution de chaque mouvement de la reprise. Ils apprécient également l'attitude et le fonctionnement du cavalier et du cheval. Position du cavalier, emploi des aides, assiette et précisions sont observés, tout comme le calme, la souplesse et l'impulsion du cheval.
C'est une discipline qui fait régulièrement l'objet de controverses car, comme le patinage artistique, elle fait appel au jugement humain, d'où des critiques plus ou moins virulentes sur le jugement et le classement des cavaliers lors des épreuves.

#### Évolution

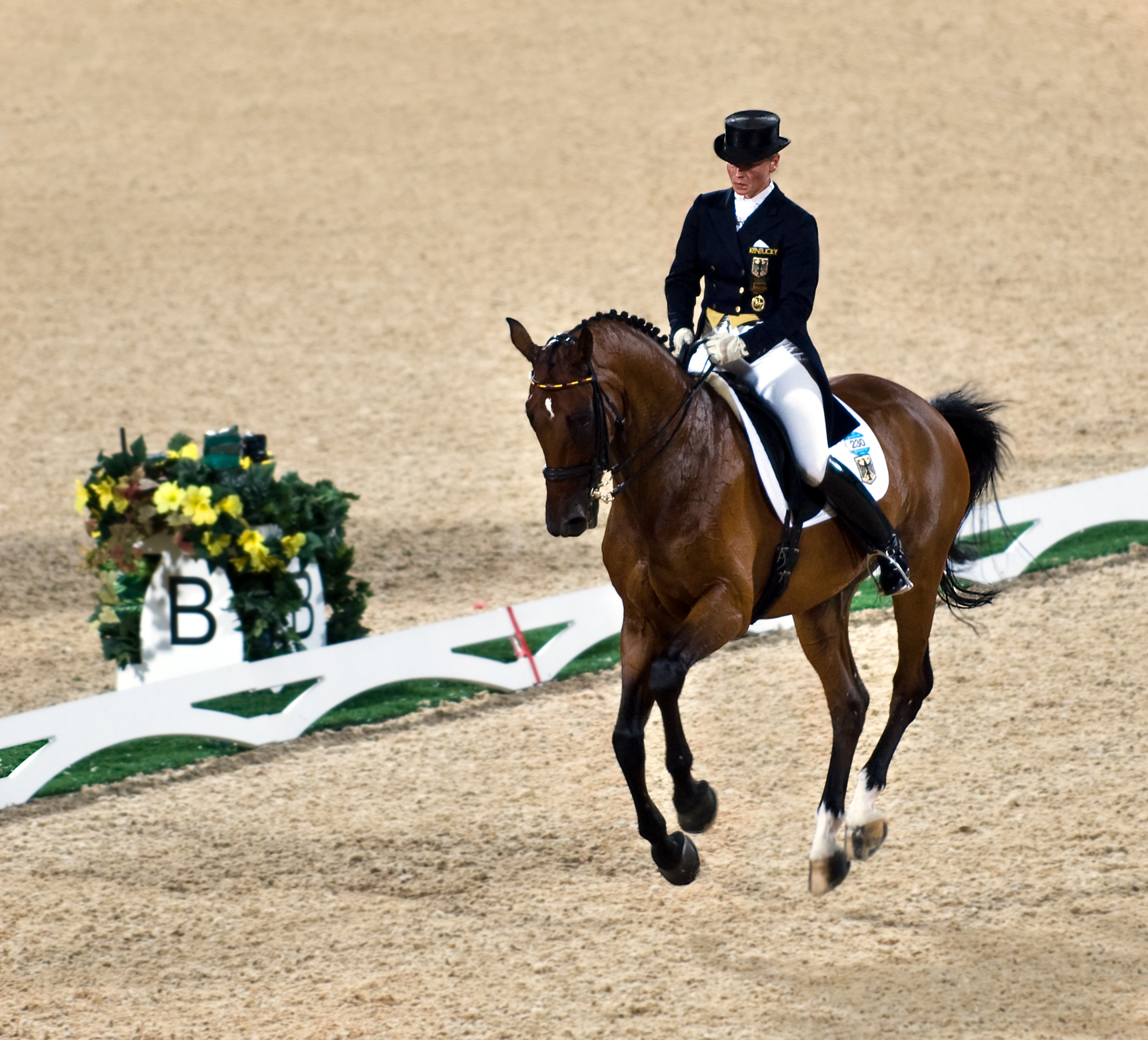
Cavalière exécutant un changement de pied sur sa reprise.

Le format des épreuves de dressage a subi de grands changements au fil du temps. Lors des Jeux de 1912, le niveau de difficulté est relativement simple, la reprise étant composée de changements d'allures, de direction, de cercles et de tours sur les hanches. L'objectif étant de démontrer le niveau de dressage des chevaux militaires, les concurrents doivent au terme de la reprise sauter également quatre obstacles allant jusqu'à 1,10 m de hauteur, un obstacle de volée de 3 m de large et également participer à un « test d’obéissance » dans lequel le cheval doit se déplacer à travers ou entre différents objets. En 1920, le niveau de reprise se complexifie avec l'apparition de la notion de « rassemblé » qui doit être pratiqué dans les trois allures. Des serpentines et des changements de pieds sont également au programme. Au fil des premières éditions, la taille de la carrière se modifie et s'adapte aux exigences des nouvelles reprises : elle mesure 40 m par 20 m en 1912, 50 m par 20 m en 1920 et 60 m par 20 m en 1924, taille définitivement retenue. Le passage et le piaffer font leur apparition dans les reprises olympiques lors des Jeux de 1932,. Lors des jeux de 1936, le niveau est une fois de plus relevé avec la présence de figures comme le demi-tour autour des hanches au galop et la pirouette au galop. Les Jeux de 1948 présentent en revanche un niveau bien inférieur aux éditions précédentes, le passage et le piaffer ayant été enlevés, mais qui s'explique par les conséquences directes de la guerre et du peu de temps disponible pour entraîner les chevaux à ce niveau. À partir des années 1950, le niveau d'exigence se stabilise avec entre autres le retour du passage et du piaffer dans les reprises

#### Déroulement
Le dressage se divise en trois épreuves constituées de trois différentes reprises : le Grand Prix, le Grand Prix Spécial et le Grand Prix Libre en musique. Les deux premières épreuves permettent d’établir le classement par équipe où les trois meilleurs scores sont additionnés, l’équipe étant composée d’un maximum de quatre cavaliers. Le classement individuel est établi sur le résultat seul de la Reprise Libre en musique où seuls les 18 meilleurs couples peuvent participer. Chaque reprise de dressage est composée d'une trentaine de mouvement. Chaque figure est notée sur 10 avec des coefficients attribués à certaines figures. La durée moyenne d'une reprise est de huit minutes.

### Concours complet

#### Description

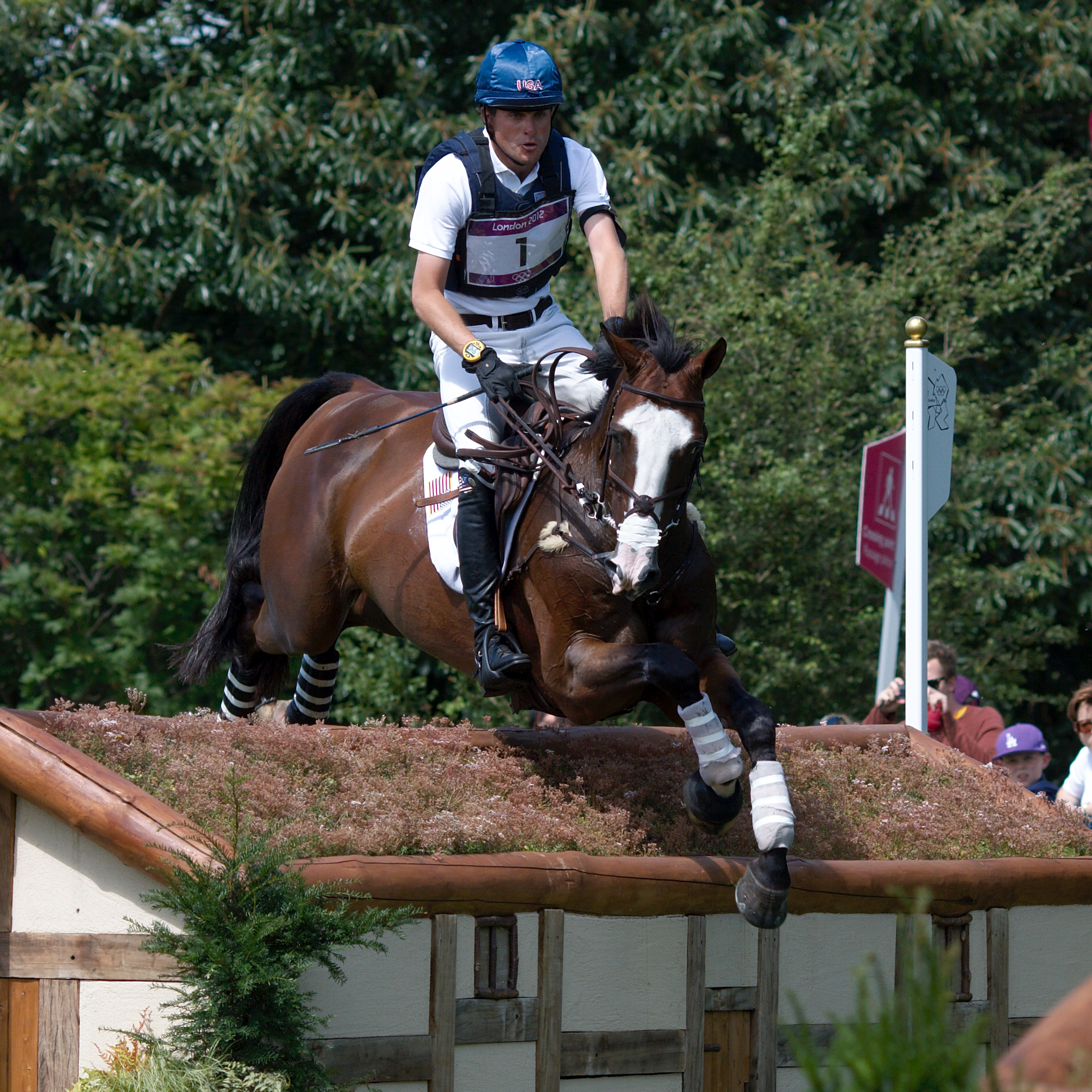
Cavalier franchissant un obstacle sur le parcours de cross.

Le concours complet est l'héritier des épreuves militaires demandées au cheval d'armes. C'est une discipline composée de trois épreuves bien distinctes qui combinent plusieurs disciplines : le dressage, le cross et le saut d’obstacles. Cette pluralité de disciplines nécessite de fait un cavalier et un cheval très polyvalents puisque l'ensemble des épreuves est réalisé par le même couple cavalier-cheval. L'épreuve de dressage se compose d'un enchaînement de plusieurs figures imposées. Le but est de montrer la maîtrise du cheval au travers des changements de direction et d'allures. Le cross est un parcours en terrain varié sur lequel des obstacles fixes naturels en bois comme des troncs et des rondins sont disposés. L'objectif est de franchir le parcours dans le temps imparti au plus proche de ce temps, des pénalités étant infligées en cas de dépassement de temps. Les refus sont pénalisés par le temps perdu pour franchir de nouveau l'obstacle. Les obstacles étant fixes, le cross est souvent l'objet de chutes spectaculaires pour le cavalier et le cheval. Enfin le saut d'obstacles termine la compétition. Cette épreuve permet de juger si le cheval est encore alerte après l'éprouvante épreuve de cross. Le parcours est composé d'un petit nombre d'obstacles mobiles à franchir. Les barres qui tombent correspondent à des pénalités.

#### Évolution

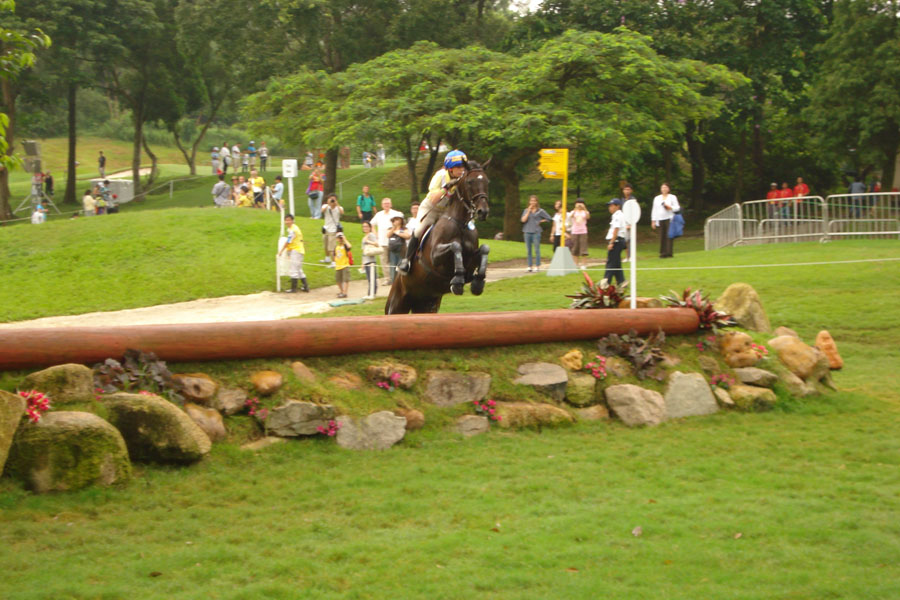
Cavalier sur le cross.

Si toutes les disciplines ont évolué au cours des différentes éditions, le complet est sans doute celle qui a subi le plus de modifications dans le temps. En 1912, le « military » est une succession d'épreuves rapprochées et très exigeantes. Le premier jour débute par une course d'endurance de 50 km suivi d'un parcours de cross de 5 km. Après une journée de repos, les concurrents doivent ensuite participer à une course de vitesse sur 3 500 m comportant dix obstacles. Le jour suivant a lieu l'épreuve d'obstacles qui comporte quinze obstacles à franchir d'un maximum de 1,30 m de haut et de 3 m de large. L'épreuve de dressage, le dernier jour du concours, est semblable à l'épreuve individuelle. Chaque cheval doit porter tout au long du concours un poids minimum de 80 kg. Lors des Jeux de 1920, le dressage est supprimé et remplacé par un autre test d'endurance de 20 km. En 1924, l'ordre des épreuves est modifié, le dressage ouvrant la compétition, suivi du cross et du saut d'obstacles. La compétition dure quatre jours dont deux jours pour le dressage. L'épreuve de cross est accompagnée d'un premier routier de 7 km, d'un steeple-chase de 4 km, d'un second routier de 15 km et d'un « canter » de 2 km. Le cross mesure quant à lui 8 km. La notion de dopage apparaît spécifiquement dans le règlement pour la première fois aux Jeux de 1936. Celui-ci est passible d'élimination. Entre les années 1950 et les années 1990, le concours garde une forme similaire, seuls les kilomètres à parcourir et le temps minimum imparti étant modifiés au fil des éditions. Lors des Jeux de 1996 à Atlanta, une première étape dans l'allègement de l'imposant format du concours est franchi. Les conditions climatiques particulièrement éprouvantes de la Géorgie ont amené les organisateurs à réduire la durée des épreuves de 20 % et de limiter le nombre de sauts et la distance à parcourir. Le but est de ménager cavaliers et chevaux. Mais il faut attendre les Jeux de 2004 à Athènes pour que le complet soit revisité. La compétition se court alors pour la première fois de l'histoire des Jeux sans les phases de routier et de steeple, remplacées par une épreuve de saut d'obstacles supplémentaires pour les vingt-cinq meilleurs cavaliers individuels. Depuis cette date, ce format court est retenu pour les Jeux olympiques.

#### Déroulement
La compétition se déroule sur trois jours consécutifs dans l’ordre suivant : dressage, cross et saut d’obstacles. Pour constituer une équipe, un pays doit pouvoir aligner un minimum de trois couples qualifiés et un maximum de cinq couples, où seuls les trois meilleurs scores seront retenus. Le classement par équipe s’obtient à l’issue des trois jours en additionnant les pénalités des trois meilleurs couples par nation. Le titre individuel est décerné à l’issue d’un second tour de saut d’obstacles réalisé par les 25 meilleurs couples.

### Tableau des différentes disciplines équestres présentes aux Jeux olympiques modernes
| Épreuves                     | 96 | 00 | 04 | 08 | 12 | 20 | 24 | 28 | 32 | 36 | 48 | 52 | 56 | 60 | 64 | 68 | 72 | 76 | 80 | 84 | 88 | 92 | 96 | 00 | 04 | 08 | 12 | 16 | 20 | 24 | Total |
| ---------------------------- | -- | -- | -- | -- | -- | -- | -- | -- | -- | -- | -- | -- | -- | -- | -- | -- | -- | -- | -- | -- | -- | -- | -- | -- | -- | -- | -- | -- | -- | -- | ----- |
| Saut d'obstacles individuel  |    | •  |    |    | •  | •  | •  | •  | •  | •  | •  | •  | •  | •  | •  | •  | •  | •  | •  | •  | •  | •  | •  | •  | •  | •  | •  | •  | •  | •  | 27    |
| Saut d'obstacles par équipes |    |    |    |    | •  | •  | •  | •  | •  | •  | •  | •  | •  | •  | •  | •  | •  | •  | •  | •  | •  | •  | •  | •  | •  | •  | •  | •  | •  | •  | 26    |
| Dressage individuel          |    |    |    |    | •  | •  | •  | •  | •  | •  | •  | •  | •  | •  | •  | •  | •  | •  | •  | •  | •  | •  | •  | •  | •  | •  | •  | •  | •  | •  | 26    |
| Dressage par équipes         |    |    |    |    |    |    |    | •  | •  | •  | •  | •  | •  |    | •  | •  | •  | •  | •  | •  | •  | •  | •  | •  | •  | •  | •  | •  | •  | •  | 22    |
| Concours complet individuel  |    |    |    |    | •  | •  | •  | •  | •  | •  | •  | •  | •  | •  | •  | •  | •  | •  | •  | •  | •  | •  | •  | •  | •  | •  | •  | •  | •  | •  | 26    |
| Concours complet par équipes |    |    |    |    | •  | •  | •  | •  | •  | •  | •  | •  | •  | •  | •  | •  | •  | •  | •  | •  | •  | •  | •  | •  | •  | •  | •  | •  | •  | •  | 26    |
| Voltige individuelle         |    |    |    |    |    | •  |    |    |    |    |    |    |    |    |    |    |    |    |    |    |    |    |    |    |    |    |    |    |    |    | 1     |
| Voltige par équipes          |    |    |    |    |    | •  |    |    |    |    |    |    |    |    |    |    |    |    |    |    |    |    |    |    |    |    |    |    |    |    | 1     |
| Saut en hauteur              |    | •  |    |    |    |    |    |    |    |    |    |    |    |    |    |    |    |    |    |    |    |    |    |    |    |    |    |    |    |    | 1     |
| Saut en longueur             |    | •  |    |    |    |    |    |    |    |    |    |    |    |    |    |    |    |    |    |    |    |    |    |    |    |    |    |    |    |    | 1     |
| Total                        | 0  | 3  | 0  | 0  | 5  | 7  | 5  | 6  | 6  | 6  | 6  | 6  | 6  | 5  | 6  | 6  | 6  | 6  | 6  | 6  | 6  | 6  | 6  | 6  | 6  | 6  | 6  | 6  | 6  | 6  | 157   |

## Sites
Article détaillé: Liste des sites olympiques d'équitation (en)
Au travers des différentes olympiades modernes, les épreuves équestres ont privilégié un parc équestre, même temporaire, comme site olympique. Le site n'est généralement pas partagé avec d'autres sports, même si plusieurs fois, le pentathlon moderne y prit place pour certaines de ses épreuves. Bien que de 1964 à 1988, l'épreuves de saut d'obstacle (individuel ou par équipe) était la dernière épreuve des jeux. Par conséquent, la finale de l'épreuve avait lieu au stade olympique, quelques heures avant la cérémonie de clôture,,. La candidature ratée de Lille pour les Jeux de 2004 prévoyait de rétablir cette tradition.
Néanmoins, par deux fois, les épreuves équestres se sont tenues dans un autre lieu que la ville-hôte des Jeux ou par extension, sa région proche.
La première fois, à l'occasion des Jeux de 1956 à Melbourne, les épreuves équestres manquent d'être annulées en raison des lois australiennes de quarantaine. Lors d'une réunion du comité olympique, il est décidé d'organiser, plusieurs mois avant les Jeux de Melbourne, des épreuves olympiques équestres spéciales à Stockholm avec leurs propres cérémonies d'ouverture et de clôture. Cela explique que la Suisse, bien qu'elle ait officiellement boycotté ces Jeux en raison de l'invasion de la Hongrie par l'URSS, réussit tout de même à remporter une médaille grâce à sa participation aux épreuves équestres plusieurs mois avant les Jeux olympiques,.
La seconde fois, les épreuves équestres des Jeux olympiques de 2008 ont eu lieu à Hong Kong au lieu de Pékin. La décision a été prise en 2005, lorsqu'un groupe international de vétérinaires refuse de certifier la capitale chinoise comme exempte de maladies équines. Une fois la compétition terminée, une longue quarantaine pour les chevaux aurait en effet été nécessaire avant leur retour dans leur pays d'origine. Le choix de Hong Kong s'est alors imposé, car disposant d'installations de qualité tel qu'une clinique vétérinaire équine et l'un des rares laboratoires antidopage du monde,.

## Règlement

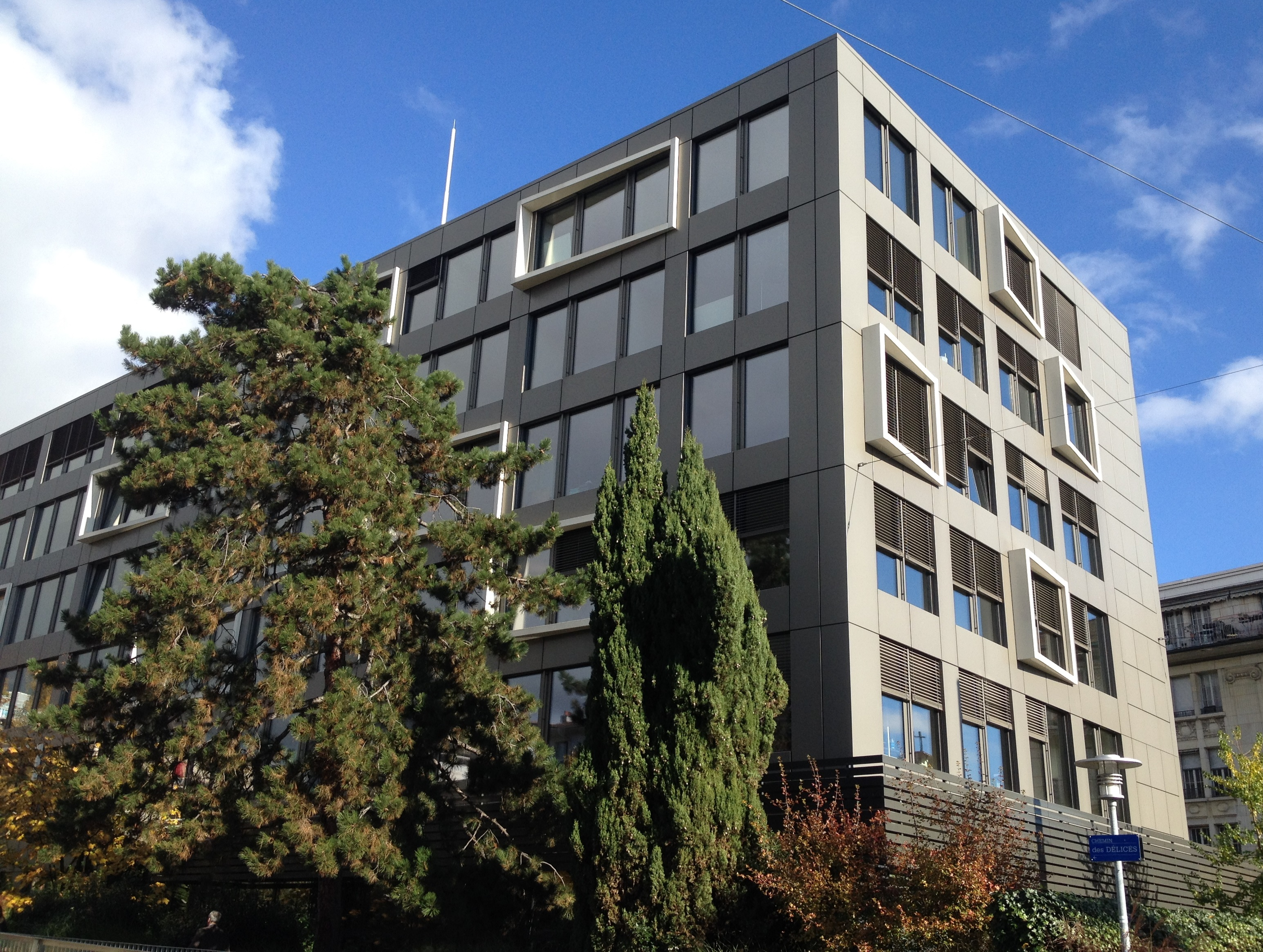
Siège de la Fédération équestre internationale.

Si le Comité international olympique assure la responsabilité du suivi global des Jeux, la gouvernance de chaque sport est laissée au soin de chaque fédération internationale. Ainsi en équitation, c'est la Fédération équestre internationale qui est chargée de définir l'ensemble des règles valables pour les compétitions olympiques dans les trois disciplines équestres. L'organisation des Jeux eux-mêmes est, quant à elle, confiée au comité d'organisation des Jeux olympiques dans chaque ville hôte. Le rôle de liaison entre le CIO et la FEI est assuré par un directeur sportif nommé par le CIO. En accord avec la charte olympique, la FEI établit notamment la réglementation des différentes épreuves ainsi que les règles d'éligibilité et de qualification des couples, qui doivent être approuvées par le directeur sportif. Ce dernier édicte de son côté les quotas de concurrents par disciplines et par pays. L'équitation étant le seul sport olympique dans lequel concourent des animaux, des règles de respect et de bon traitement de l'animal sont également édictées et particulièrement suivies.
L'âge minimum des cavaliers participant aux épreuves olympiques est fixé à dix-huit ans. Les chevaux sont, eux aussi, soumis à une réglementation quant à l'âge minimum de participation, soit sept ans. Aucun âge maximal n'est en revanche spécifié. Un passeport officiel agréé par la FEI est également nécessaire. Tous les couples cavalier-cheval doivent se soumettre aux différents contrôles antidopage menés par la FEI et le CIO. Pour les disciplines du dressage et du saut d'obstacles, une tenue formelle est demandée, les militaires et les policiers devant porter leur uniforme.
À chaque édition, un quota d'athlètes participants est défini. Ainsi, pour les Jeux de 2012, celui-ci a été fixé à 200 cavaliers, dont 75 pour le saut d'obstacles, 50 pour le dressage et 75 pour le complet. En fonction des disciplines, la qualification aux Jeux est différente pour le nombre de places octroyées, mais semblable dans le fonctionnement. La qualification se fait automatiquement pour le pays hôte. Pour les autres pays, la qualification par équipe s'obtient soit en remportant les meilleures places aux derniers Jeux équestres mondiaux, soit en obtenant la ou l'une des deux meilleures places aux championnats continentaux de l'année précédant les Jeux. Pour les pays ne pouvant aligner une équipe aux Jeux, la qualification individuelle se fait sur la base du classement FEI Olympic Athletes Ranking, basé sur les résultats en épreuves internationales, sur une période donnée précédent les Jeux, ou sur les classements individuels obtenus aux Jeux équestres mondiaux ou aux championnats continentaux.

## Nations présentes
Entre 1912 et 2012, près de 3 523 athlètes en provenance de plus de soixante-dix nations différentes ont participé aux épreuves équestres des Jeux olympiques. La tendance est à la croissance au fil des éditions avec une quarantaine de délégations participantes aux éditions entre 2008 et 2016, contre une petite dizaine lors des premières éditions.
| Édition                                               | 12 | 20 | 24 | 28 | 32 | 36 | 48 | 52 | 56 | 60 | 64 | 68 | 72 | 76 | 80 | 84 | 88 | 92 | 96 | 00 | 04 | 08 | 12 | 16 | 20 |
| ----------------------------------------------------- | -- | -- | -- | -- | -- | -- | -- | -- | -- | -- | -- | -- | -- | -- | -- | -- | -- | -- | -- | -- | -- | -- | -- | -- | -- |
| Nombre de nations présentes en équitation par édition | 9  | 8  | 17 | 20 | 6  | 21 | 17 | 25 | 29 | 30 | 21 | 18 | 27 | 23 | 11 | 30 | 32 | 34 | 30 | 37 | 37 | 42 | 40 | 43 | 49 |

Le nombre d'athlètes participant aux épreuves équestres est également fortement disparate d'une nation à une autre. Si les grosses nations équestres comme l'Allemagne, la Grande-Bretagne et les États-Unis alignent régulièrement une douzaine d'athlètes à chaque édition des Jeux, certains pays ne comptent qu'une ou deux participations aux épreuves équestres avec un seul athlète.
Le nombre indiqué entre parenthèses est le nombre d'athlètes engagés dans les épreuves officielles pour chaque pays sur l'ensemble des Jeux de 1912 à 2016.
| - Afrique du Sud (5) - Allemagne (215) - Allemagne de l'Est (17) - Antilles néerlandaises (2) - Arabie saoudite (17) - Argentine (89) - Australie (126) - Autriche (65) - Azerbaïdjan (2) - Belgique (112) - Bermudes (11) - Biélorussie (6) - Bolivie (3) - Brésil (99) - Bulgarie (42) - Cambodge (2) - Canada (140) - Chili (30) |  | - Chine (7) - Colombie (18) - Corée du Sud (31) - Croatie (2) - Danemark (79) - Égypte (15) - Émirats arabes unis (1) - Équateur (3) - Espagne (112) - États-Unis (247) - Finlande (37) - France (224) - Grande-Bretagne (202) - Grèce (8) - Guatemala (6) - Hong Kong (4) - Hongrie (48) - Îles Vierges des États-Unis (4) |  | - Inde (6) - Iran (1) - Irlande (105) - Italie (160) - Jamaïque (2) - Japon (116) - Jordanie (4) - Liechtenstein (1) - Maroc (2) - Mexique (108) - Norvège (38) - Nouvelle-Zélande (69) - Palestine (1) - Pays-Bas (128) - Pérou (2) - Philippines (3) - Pologne (72) - Porto Rico (7) |  | - Portugal (65) - Qatar (4) - République dominicaine (1) - République tchèque (33) - Roumanie (27) - Russie (113) - Suède (215) - Suisse (152) - Syrie (1) - Taipei chinois (1) - Thaïlande (2) - Turquie (21) - Ukraine (14) - Uruguay (6) - Venezuela (7) - Yougoslavie (4) - Zimbabwe (1) |

## Tableau des médailles
Le tableau ci-dessous présente le bilan, par nations, des médailles obtenues en équitation lors des Jeux olympiques d'été, de 1900 à 2012. Le rang est obtenu par le décompte des médailles d'or, puis en cas d'ex æquo, des médailles d'argent, puis de bronze.
Après les Jeux de 2016, l'Allemagne est le pays ayant remporté le plus grand nombre de médailles olympiques en équitation, avec 66 médailles dont 30 en or. La Suède arrive en seconde position avec 17 médailles d'or remportées, suivie de la France avec 15 d'or. Les États-Unis ont remporté 52 médailles au cours des jeux, ce qui les place en deuxième position en nombre de médailles, mais seulement douze d'or.
| Rang  | Nation               | Or  | Argent | Bronze | Total |
| ----- | -------------------- | --- | ------ | ------ | ----- |
| 1     | Allemagne            | 37  | 20     | 18     | 75    |
| 2     | Suède                | 18  | 13     | 14     | 45    |
| 3     | France               | 15  | 16     | 14     | 45    |
| 4     | Royaume-Uni          | 15  | 12     | 18     | 45    |
| 5     | États-Unis           | 11  | 24     | 20     | 55    |
| 6     | Allemagne de l'Ouest | 11  | 5      | 9      | 25    |
| 7     | Pays-Bas             | 10  | 13     | 5      | 28    |
| 8     | Italie               | 7   | 9      | 7      | 23    |
| 9     | Union soviétique     | 6   | 5      | 4      | 15    |
| 9     | Australie            | 6   | 5      | 4      | 15    |
| 11    | Suisse               | 5   | 11     | 8      | 24    |
| 12    | Belgique             | 5   | 2      | 7      | 14    |
| 13    | Nouvelle-Zélande     | 3   | 2      | 5      | 10    |
| 14    | Canada               | 2   | 2      | 3      | 7     |
| 15    | Mexique              | 2   | 1      | 4      | 7     |
| 16    | Pologne              | 1   | 3      | 2      | 6     |
| 17    | Espagne              | 1   | 2      | 1      | 4     |
| 18    | Autriche             | 1   | 1      | 1      | 3     |
| 19    | Brésil               | 1   | 0      | 2      | 3     |
| 20    | Japon                | 1   | 0      | 1      | 2     |
| 21    | Tchécoslovaquie      | 1   | 0      | 0      | 1     |
| 22    | Danemark             | 0   | 5      | 2      | 7     |
| 23    | Chili                | 0   | 2      | 0      | 2     |
| 24    | Roumanie             | 0   | 1      | 1      | 2     |
| 25    | Argentine            | 0   | 1      | 0      | 1     |
| 25    | Bulgarie             | 0   | 1      | 0      | 1     |
| 25    | Norvège              | 0   | 1      | 0      | 1     |
| 28    | Portugal             | 0   | 0      | 3      | 3     |
| 29    | Arabie saoudite      | 0   | 0      | 2      | 2     |
| 30    | Hongrie              | 0   | 0      | 1      | 1     |
| 30    | Irlande              | 0   | 0      | 1      | 1     |
| Total | Total                | 148 | 144    | 145    | 437   |

## Légendes olympiques
La très grande majorité des cavaliers ne participent qu'une fois aux Jeux olympiques dans leur carrière, mais l’équitation étant un sport pouvant se pratiquer à haut niveau quel que soit l’âge, certains cavaliers ont multiplié leur participation aux Jeux, devenant au fil des éditions des légendes olympiques, que ce soit en termes de parcours, de médailles ou de participation.
Les parcours de Piero et de Raimondo D'Inzeo sont ainsi notables car ils sont les premiers sportifs à avoir participé à huit éditions des Jeux olympiques de 1948 à 1976. Au cours de leur carrière, ils ont également gagné six médailles olympiques chacun en saut d'obstacles, leur meilleure performance étant aux Jeux olympiques d'été de 1960, où les deux frères obtiennent les deux premières places. Cette longévité est depuis battue par le Canadien Ian Millar qui détient le record du plus grand nombre de participation aux Jeux olympiques d’été avec dix participations en 2012.

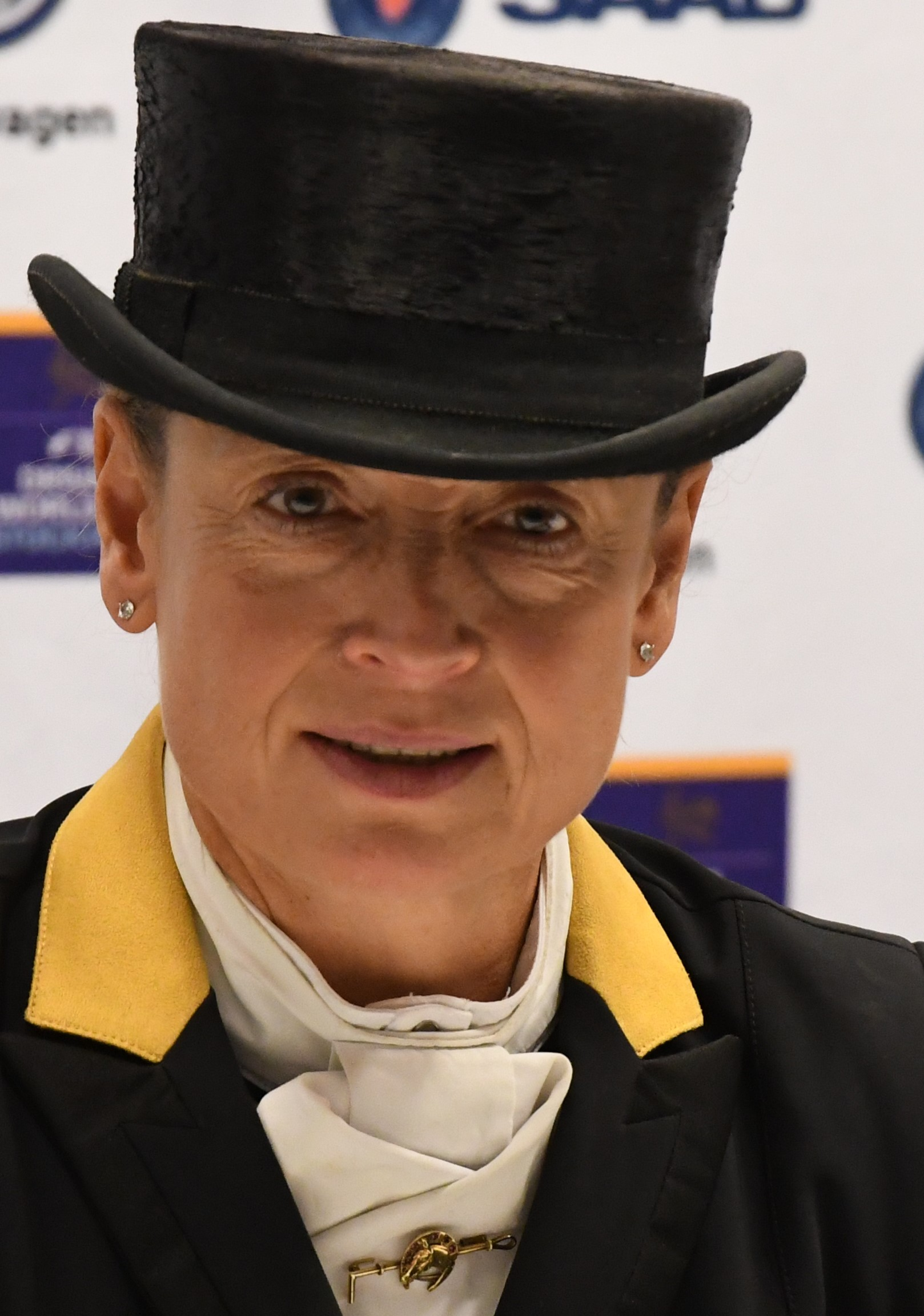
Isabell Werth a remporté quatorze médailles olympiques au cours de sa carrière.

Isabell Werth est la seule athlète à avoir gagné en tout quatorze médailles olympiques. Elle est suivie par Anky van Grunsven, qui en a obtenu neuf, et Reiner Klimke, qui a remporté quant à lui huit médailles. Hans Günter Winkler compte, lui, sept médailles olympiques à son palmarès dont cinq en or.
| Rang | Athlète                    | Nation           | Médaille d'or, Jeux olympiques | Médaille d'argent, Jeux olympiques | Médaille de bronze, Jeux olympiques | Total |
| ---- | -------------------------- | ---------------- | ------------------------------ | ---------------------------------- | ----------------------------------- | ----- |
| 1    | Isabell Werth              | Allemagne        | 8                              | 6                                  | 0                                   | 14    |
| 2    | Anky van Grunsven          | Pays-Bas         | 3                              | 5                                  | 1                                   | 9     |
| 3    | Reiner Klimke              | Allemagne        | 6                              | 0                                  | 2                                   | 8     |
| 4    | Hans Günter Winkler        | Allemagne        | 5                              | 1                                  | 1                                   | 7     |
| 5    | John Michael Plumb         | États-Unis       | 2                              | 4                                  | 0                                   | 6     |
| 6    | Josef Neckermann           | Allemagne        | 2                              | 2                                  | 2                                   | 6     |
| 7    | Mark Todd                  | Nouvelle-Zélande | 2                              | 1                                  | 3                                   | 6     |
| 8    | Raimondo D'Inzeo           | Italie           | 1                              | 2                                  | 3                                   | 6     |
| 9    | Piero D'Inzeo              | Italie           | 0                              | 2                                  | 4                                   | 6     |
| 10   | Charles Pahud de Mortanges | Pays-Bas         | 4                              | 1                                  | 0                                   | 5     |

## Éthique
La notion d’éthique dans les sports équestres apparait à la fin du XXe siècle avec le développement populaire de la sensibilité envers le traitement réservé aux chevaux. Ce changement entraîne une évolution dans la manière d’appréhender les sports équestres en traitant le cheval comme un athlète. Cela implique des soins et des entraînements adaptés afin de garantir leur longévité sportive. Car si un homme est capable de se dépasser physiquement pour atteindre un objectif sportif, l’éthique implique de respecter les limites propres à chaque cheval.

### Lutte antidopage
La lutte antidopage aux Jeux olympiques remonte aux jeux de 1972 à Munich. Les sports équestres font l’objet d’un suivi double puisque c’est le binôme cavalier et cheval qui est soumis à des contrôles réglementés. Le cavalier, comme tout athlète, se conforme aux règles internationales dans lesquelles est définie la liste, mise à jour chaque année, des produits interdits. Au niveau des chevaux, c’est la Fédération équestre internationale qui émet le règlement vétérinaire où sont énoncées les règles de santé et d’hygiènes des chevaux, et qui organise les contrôles vétérinaires et les procédures de prélèvement. Le contrôle se pratique sous la forme de deux prélèvements d'urine et de deux prélèvements de sang. Seul un échantillon de chaque est analysé, les tubes restant sont conservés pour la contre-expertise en cas de résultat positif. La médication des chevaux en compétition est tolérée par la FEI mais dans une certaine mesure afin de respecter la santé et le bien-être des chevaux. Les produits modifiant le métabolisme du cheval ainsi que les produits masquants sont en revanche totalement interdits. Les Jeux olympiques de 2004 ont ainsi été entachés par le contrôle positif de deux chevaux médaillés entraînant le déclassement des cavaliers impliqués. En 2008, lors de Jeux de Pékin, ce sont cinq chevaux de saut d'obstacles qui se sont vu déclarés positifs à la capsaïcine et à la nonivamide, des analgésiques qui posés sur les jambes des chevaux entraînent une hyper-sensibilité dissuadant de toucher les barres,. La politique de la FEI en matière de lutte antidopage s'oriente cependant plus vers la prévention que la répression,. En 2012 à Londres, aucun cas de dopage n'a été constaté.

### Souffrance du cheval
Des mouvements pour la protection animale se sont multipliés au cours des dernières éditions des Jeux olympiques à l’encontre des disciplines équestres. Ainsi en 1996, plusieurs associations américaines tentent d'interdire l'épreuve de cross des Jeux olympiques d'Atlanta, arguant du danger des obstacles fixes pour les chevaux. Au niveau du dressage, c’est l’utilisation du rollkur lors des entraînements qui est pointée du doigt. Cette pratique visant à obtenir une flexion de l’encolure par la force est interdite par la FEI. Or pendant les Jeux olympiques de Londres en 2012, d'après un article de The Examiner, Adelinde Cornelissen a échauffé son cheval en rollkur devant les juges et le public. Alors qu'elle aurait logiquement due être disqualifiée, elle a remporté la médaille d'argent en individuel.

### Clonage
L’éthique s’exprime également dans le domaine du clonage du cheval. L’objectif premier du clonage équin est de pouvoir reproduire des animaux stériles. Dans le domaine des sports équestres, de nombreux chevaux hongres ne montrent leur potentiel sportif que vers les dix ans alors que la castration s’effectue généralement vers les trois ans. Les clones ainsi produits permettent de transmettre leur génétique au travers de saillie. En 2007, la Fédération équestre internationale avait statué sur l'interdiction des chevaux clonés pendant les compétitions officielles qu'elle organise, estimant qu'ouvrir la participation à des clones serait injuste et inéquitable pour la concurrence. Elle a révisé sa position en juillet 2012. Les clones de chevaux sont désormais autorisés dans toutes les compétitions de la FEI, et donc aux Jeux olympiques. Ce changement de position peut s’expliquer par le fait que la performance d’un cheval est liée également à son dressage et à son entraînement, mais surtout, d’un point de vue biologique, à son système cardio-respiratoire et musculaire, dont la fabrication ne dépend pas du sujet mâle cloné.